# The Sphinx
The Sphinx – utwór disco francuskiej piosenkarki Amandy Lear, wydany na singlu w 1978 roku.

## Ogólne informacje
Autorem muzyki do utworu jest Anthony Monn, a słowa napisała sama piosenkarka. Jest to refleksyjna ballada, nietypowa dla ówczesnego, dyskotekowego repertuaru Amandy Lear. Utwór ten był pierwszym singlem promującym płytę Never Trust a Pretty Face.
Singel wydano zarówno w formie 7-calowego krążka, jak i 12-calowego, na którym znalazła się wydłużona wersja piosenki. Na stronie B umieszczono „Hollowood Flashback”, utwór z poprzedniej płyty, Sweet Revenge. Piosenka odniosła sukces, docierając do top 20 list przebojów w Niemczech i Belgii. „The Sphinx” pozostaje jednym z największych hitów piosenkarki.

## Lista utworów
Źródło
Singiel 7"
1. „The Sphinx” – 4:25
2. „Hollywood Flashback” – 4:31

Singiel 12"
1. „The Sphinx” – 5:13
2. „Hollywood Flashback” – 4:31

## Pozycje na listach
| Kraj   | Pozycja |
| ------ | ------- |
| Belgia | 18      |
| Niemcy | 19      |